# دراموند (حوزه سرشماری)، ویسکانسین
دراموند (به انگلیسی: Drummond) یک منطقهٔ مسکونی در ایالات متحده آمریکا است که در Drummond واقع شده‌است. دراموند ۱۵۴ نفر جمعیت دارد و ۳۹۶٫۸۵ متر بالاتر از سطح دریا واقع شده‌است.